# Mohamed Ahmed Hamada
Mohamed Ahmed Hamada (ur. 22 października 1992) – egipski lekkoatleta specjalizujący się w biegach średnich.
W 2010 zajął odległe miejsce w rywalizacji juniorów na przełajowych mistrzostwach świata oraz odpadł w eliminacjach biegu na 1500 metrów podczas mistrzostw świata juniorów. Na dystansie 800 metrów uplasował się tuż za podium – na czwartym miejscu – mistrzostw Afryki juniorów (2011). Na koniec sezonu 2011 zdobył srebrny medal mistrzostw panarabskich w biegu na 1500 metrów oraz zajął piąte miejsce na igrzyskach panarabskich w biegu na 800 metrów. W 2013 zdobył brąz igrzysk śródziemnomorskich w Mersin.
Rekordy życiowe: bieg na 800 metrów – 1:44,92 (14 lipca 2017, Madryt); bieg na 1500 metrów – 3:38,16 (29 lipca 2011, Sztokholm); bieg na 3000 metrów – 8:05,05 (24 lipca 2011, Gävle). Wszystkie rezultaty zawodnika są aktualnymi rekordami Egiptu.

## Osiągnięcia
| Rok  | Impreza                                   | Miejsce   | Konkurencja           | Pozycja      | Wynik   |
| ---- | ----------------------------------------- | --------- | --------------------- | ------------ | ------- |
| 2010 | Mistrzostwa świata w biegach przełajowych | Bydgoszcz | bieg juniorów na 8 km | 113. miejsce | 28:25   |
| 2010 | Mistrzostwa świata juniorów               | Moncton   | bieg na 1500 metrów   | eliminacje   | 3:47,05 |
| 2011 | Mistrzostwa Afryki juniorów               | Gaborone  | bieg na 800 metrów    | 4. miejsce   | 1:48,34 |
| 2011 | Mistrzostwa panarabskie                   | Al-Ajn    | bieg na 1500 metrów   | 2. miejsce   | 3:59,15 |
| 2011 | Igrzyska panarabskie                      | Doha      | bieg na 800 metrów    | 5. miejsce   | 1:48,08 |
| 2013 | Igrzyska śródziemnomorskie                | Mersin    | bieg na 800 metrów    | 3. miejsce   | 1:45,71 |
| 2013 | Mistrzostwa świata                        | Moskwa    | bieg na 800 metrów    | eliminacje   | 1:47,96 |
| 2018 | Igrzyska śródziemnomorskie                | Tarragona | bieg na 800 m         | eliminacje   | 1:50,86 |